# بامدادان که ز خلوتگه کاخ ابداع
غزلی با مطلعِ «بامدادان که ز خلوتگه کاخ ابداع» غزل شمارهٔ ۲۹۳ از دیوانِ حافظ در تصحیحِ محمد قزوینی و قاسم غنی است.

## در دیگر آثار هنری
بیت‌های ۶ تا ۸ این غزل در شیراز و بر کاشی‌های ستون‌های واقع در زیر گنبد مقبرهٔ شاه‌چراغ نقش بسته‌است.